# Torre la Ribera
Torre la Ribera è un comune spagnolo di 110 abitanti situato nella comunità autonoma dell'Aragona.
Fa parte di una subregione denominata Frangia d'Aragona. Lingua d'uso è da sempre una variante del catalano occidentale.